# Kuća Krstulović
Kuća Krstulović je kuća u Splitu, Hrvatska. Nalazi se na adresi Rooseveltova 3.

## Opis
Sagrađena je 1932. godine. Arhitekt je Josip Kodl. Jednokatnica s vrtom iz 1932., projektanta Josipa Kodla, istaknuti je primjer stambene arhitekture moderne u Splitu. Ističe se poštovanjem svih elemenata arhitekture moderne: formom, materijalom i funkcionalnošću, uz diskretne i u duhu moderne prerađene citate tradicionalne arhitekture podneblja u kojem je nastala.

## Zaštita
Pod oznakom Z-5159 zavedena je kao nepokretno kulturno dobro - pojedinačno, pravna statusa zaštićena kulturnog dobra, klasificiranog kao profana graditeljska baština.